# Ernesto Bertarelli (medico)
Ernesto Bertarelli (Arona, 6 luglio 1873 – Milano, 25 gennaio 1957) è stato un igienista, editore e divulgatore scientifico italiano, noto per aver dimostrato fra l'altro la trasmissibilità della sifilide negli animali di laboratorio.

## Biografia
Si iscrisse alla Facoltà di Medicina e Chirurgia all'Università degli Studi di Torino e, dopo aver frequentato i laboratori di Angelo Mosso, Carlo Forlanini e Antonio Carle, si laureò nel 1898. La sua attività di ricerca è stata dedicata soprattutto all'igiene e in particolare allo studio dei vaccini. Fu direttore dell'Istituto vaccinogeno di Berna e insegnò all'università di San Paolo del Brasile, di Rosario (Argentina), di Buenos Aires e alla Rockfeller Foundation. Nel 1921 divenne ordinario di igiene all'Università degli Studi di Pavia, dove rimase fino al termine della carriera di professore nel 1946. Il lavoro più importante di Bertarelli è stata la dimostrazione, nel 1906, che la sifilide, malattia esclusiva degli esseri umani, potesse essere trasmessa al coniglio attraverso iniezione del Treponema nella camera anteriore dell'occhio. Si noti che neanche adesso (novembre 2009) è possibile coltivare i Treponemi della sifilide nei terreni di coltura batteriologici. La scoperta del Bertarelli fu molto importante, gli procurò importanti riconoscimenti internazionali ed è ricordata ancora a distanza di tempo. Divenne anche presidente dell'Istituto Sieroterapico Milanese.
Ernesto Bertarelli svolse anche un'imponente attività pubblicistica. Fu infatti direttore di vari periodici (Rivista di igiene, L'ingegnere igienista, Il Pensiero medico, Salute e della rivista di divulgazione scientifica Sapere. Fu anche presidente della casa editrice Hoepli.